# Parma Associazione Sportiva 1961-1962
Questa pagina raccoglie le informazioni riguardanti il Parma Associazione Sportiva nelle competizioni ufficiali della stagione 1961-1962.

## Stagione
Nella stagione 1961-1962 il Parma disputò il quindicesimo campionato di Serie B della sua storia. Con 35 punti si è piazzato in dodicesima posizione di classifica. Il torneo ha promosso in Serie A il Genoa con 54 punti, il Napoli ed il Modena con 43 punti. Sono retrocesse in Serie C il Prato e la Reggiana con 32 punti, ultima penalizzata di sei punti il Novara, con 30 punti.
Nel Parma affidato nuovamente alle cure dell'allenatore Mario Genta arrivano l'attaccante svizzero Angelo Ruggeri dal Bellinzona, da poco sfidato in Coppa delle Alpi, ed il centrocampista Angelo Spanio. L'obiettivo dei crociati in questa stagione è ancora la salvezza, che giunge con una giornata di anticipo grazie al (4-0) nello scontro diretto con il Como. La squadra ducale ha una discreta difesa, ma l'attacco è il peggiore del torneo con sole 25 reti all'attivo, il miglior marcatore stagionale è Giovanni Meregalli con 6 reti. Anche in Coppa Italia la parentesi è breve e si conclude con l'eliminazione al primo turno ad opera del Novara.

## Divise
| 1ª divisa |

## Organigramma societario
Area direttiva
- Presidente: Giuseppe Agnetti

Area tecnica
- Allenatore: Mario Genta

## Rosa
| N. |                   | Ruolo | Calciatore           |
| -- | ----------------- | ----- | -------------------- |
|    | Italia (bandiera) | P     | Alberto Recchia      |
|    | Italia (bandiera) | P     | Gianni Uccelli       |
|    | Italia (bandiera) | D     | Ivo Cocconi          |
|    | Italia (bandiera) | D     | Gianpaolo Fontana    |
|    | Italia (bandiera) | D     | Angelo Panara        |
|    | Italia (bandiera) | D     | Aldo Silvagna        |
|    | Italia (bandiera) | C     | Alberto Anceschi     |
|    | Italia (bandiera) | C     | Olmes Neri           |
|    | Italia (bandiera) | C     | Primo Sentimenti (V) |
|    | Italia (bandiera) | C     | Alberto Stefanelli   |
|    | Italia (bandiera) | C     | Ermes Polli          |

| N. |                     | Ruolo | Calciatore         |
| -- | ------------------- | ----- | ------------------ |
|    | Italia (bandiera)   | C     | Antonio Tomassoni  |
|    | Svizzera (bandiera) | A     | Umberto Angeli     |
|    | Italia (bandiera)   | A     | Corrado Corradi    |
|    | Italia (bandiera)   | A     | Giovanni Meregalli |
|    | Italia (bandiera)   | A     | Mario Moriggi      |
|    | Italia (bandiera)   | A     | Michele Pozzi      |
|    | Italia (bandiera)   | A     | Vittorio Remondini |
|    | Svizzera (bandiera) | A     | Angelo Ruggeri     |
|    | Italia (bandiera)   | A     | Silvio Smersy      |
|    | Italia (bandiera)   | A     | Angelo Spanio      |
|    | Italia (bandiera)   | A     | Fausto Vicino      |

## Risultati

### Serie B

#### Girone di andata
| Arbitro: | Cataldo (Reggio Calabria) |

|               |           |             |
| Meregalli 43’ | Marcatori | 6’ Bonacchi |

| San Benedetto del Tronto 10 settembre 1961 2ª giornata | Sambenedettese     | 0 – 0 | Parma | Stadio Fratelli Ballarin\| Arbitro: \| Carminati (Milano) \| |
| Arbitro:                                               | Carminati (Milano) |       |       |                                                              |

| Napoli 17 settembre 1961 3ª giornata | Napoli           | 0 – 0 | Parma | Stadio San Paolo\| Arbitro: \| Cirone (Palermo) \| |
| Arbitro:                             | Cirone (Palermo) |       |       |                                                    |

| Arbitro: | Roversi (Bologna) |

|                        |           |  |
| Moriggi 71’ Panara 78’ | Marcatori |  |

| Parma 1º ottobre 1961 5ª giornata | Parma              | 0 – 0 | Genoa | Stadio Ennio Tardini\| Arbitro: \| Campanati (Milano) \| |
| Arbitro:                          | Campanati (Milano) |       |       |                                                          |

| Arbitro: | De Robbio (Torre Annunziata) |

|                               |           |  |
| Gratton 54’, 86’ Arrigoni 68’ | Marcatori |  |

| Arbitro: | Rancher (Roma) |

|                        |           |              |
| Ruggeri 10’ Spanio 67’ | Marcatori | 58’ Maltinti |

| Arbitro: | Ferrari (Milano) |

|                |           |               |
| Postiglione 1’ | Marcatori | 36’ Tomassoni |

| Parma 5 novembre 1961 9ª giornata | Parma              | 0 – 0 | Catanzaro | Stadio Ennio Tardini\| Arbitro: \| Sebastio (Taranto) \| |
| Arbitro:                          | Sebastio (Taranto) |       |           |                                                          |

| Arbitro: | Carminati (Milano) |

|                          |           |  |
| Vicino 15’ Meregalli 36’ | Marcatori |  |

| Arbitro: | Cotugno (Civitavecchia) |

|              |           |  |
| Lojodice 10’ | Marcatori |  |

| Parma 3 dicembre 1961 12ª giornata | Parma             | 0 – 0 | Lazio | Stadio Ennio Tardini\| Arbitro: \| Angonese (Mestre) \| |
| Arbitro:                           | Angonese (Mestre) |       |       |                                                         |

| Parma 10 dicembre 1961 13ª giornata | Parma              | 0 – 0 | Modena | Stadio Ennio Tardini\| Arbitro: \| Angelini (Firenze) \| |
| Arbitro:                            | Angelini (Firenze) |       |        |                                                          |

| Alessandria 17 dicembre 1961 14ª giornata | Alessandria       | 0 – 0 | Parma | Stadio Giuseppe Moccagatta\| Arbitro: \| D'Agostini (Roma) \| |
| Arbitro:                                  | D'Agostini (Roma) |       |       |                                                               |

| Prato 24 dicembre 1961 15ª giornata | Prato             | 0 – 0 | Parma | Stadio Lungobisenzio\| Arbitro: \| Orlando (Bergamo) \| |
| Arbitro:                            | Orlando (Bergamo) |       |       |                                                         |

| Arbitro: | Leita (Udine) |

|                               |           |               |
| Ruggeri 36’ Vicino 80’ (rig.) | Marcatori | 51’ Benetti I |

| Arbitro: | Ferrari (Milano) |

|                             |           |                                      |
| Meregalli 10’ Tomassoni 80’ | Marcatori | 14’ Mentani 30’ Brasi 67’ Micheletti |

| Arbitro: | Leita (Udine) |

|           |           |             |
| Meroni 2’ | Marcatori | 16’ Moriggi |

| Monza 21 gennaio 1962 19ª giornata | Simmenthal-Monza  | 0 – 0 | Parma | Stadio Città di Monza\| Arbitro: \| Angonese (Mestre) \| |
| Arbitro:                           | Angonese (Mestre) |       |       |                                                          |

#### Girone di ritorno
| Arbitro: | Cataldo (Reggio Calabria) |

|             |           |                        |
| Mazzoni 75’ | Marcatori | 36’, 81’ (rig.) Vicino |

| Parma 4 febbraio 1962 21ª giornata | Parma            | 0 – 0 | Sambenedettese | Stadio Ennio Tardini\| Arbitro: \| Rimoldi (Milano) \| |
| Arbitro:                           | Rimoldi (Milano) |       |                |                                                        |

| Arbitro: | Angelini (Firenze) |

|  |           |                               |
|  | Marcatori | 39’ Ronzon 65’ (rig.) Corelli |

| Arbitro: | Gambarotta (Genova) |

|            |           |               |
| Savoldi 8’ | Marcatori | 81’ Meregalli |

| Arbitro: | Rebuffo (Milano) |

|                                         |           |  |
| Bean 14’ (rig.) Firmani 36’ Bolzoni 73’ | Marcatori |  |

| Arbitro: | Leita (Udine) |

|             |           |              |
| Corradi 22’ | Marcatori | 87’ Mannucci |

| Arbitro: | Francescon (Padova) |

|                        |           |  |
| Crespi 39’ Regalia 65’ | Marcatori |  |

| Arbitro: | Di Tonno (Lecce) |

|  |           |                                    |
|  | Marcatori | 24’ Maschietto 34’ (rig.) Pirovano |

| Catanzaro 25 marzo 1962 28ª giornata | Catanzaro        | 0 – 0 | Parma | Stadio Militare\| Arbitro: \| Ferrari (Milano) \| |
| Arbitro:                             | Ferrari (Milano) |       |       |                                                   |

| Arbitro: | Angonese (Mestre) |

|           |           |  |
| Palma 74’ | Marcatori |  |

| Arbitro: | Leita (Udine) |

|            |           |  |
| Smersy 68’ | Marcatori |  |

| Arbitro: | De Marchi (Pordenone) |

|                              |           |  |
| Bizzarri 3’, 18’ Maraschi 8’ | Marcatori |  |

| Modena 22 aprile 1962 32ª giornata | Modena           | 0 – 0 | Parma | Stadio Comunale\| Arbitro: \| Babini (Ravenna) \| |
| Arbitro:                           | Babini (Ravenna) |       |       |                                                   |

| Arbitro: | Cataldo (Reggio Calabria) |

|            |           |  |
| Moriggi 6’ | Marcatori |  |

| Arbitro: | Marchese (Frattamaggiore) |

|                 |           |             |
| Smersy 12’, 65’ | Marcatori | 20’ Taccola |

| Arbitro: | Francescon (Padova) |

|                            |           |  |
| Ciccolo I 2’ Carminati 90’ | Marcatori |  |

| Arbitro: | Ferrari (Milano) |

|           |           |  |
| Brasi 14’ | Marcatori |  |

| Arbitro: | Angonese (Mestre) |

|                                         |           |  |
| Meregalli 5’, 15’ Smersy 22’ Spanio 90’ | Marcatori |  |

| Arbitro: | Trezza (Verona) |

|  |           |                |
|  | Marcatori | 14’ Traspedini |

### Coppa Italia
| Arbitro: | Palazzo (Palermo) |

|  |           |              |
|  | Marcatori | 104’ Mentani |

## Statistiche

### Statistiche di squadra
| Competizione | Punti | In casa | In casa | In casa | In casa | In casa | In casa | In trasferta | In trasferta | In trasferta | In trasferta | In trasferta | In trasferta | Totale | Totale | Totale | Totale | Totale | Totale | DR |
| Competizione | Punti | G       | V       | N       | P       | Gf      | Gs      | G            | V            | N            | P            | Gf           | Gs           | G      | V      | N      | P      | Gf     | Gs     | DR |
| ------------ | ----- | ------- | ------- | ------- | ------- | ------- | ------- | ------------ | ------------ | ------------ | ------------ | ------------ | ------------ | ------ | ------ | ------ | ------ | ------ | ------ | -- |
| Serie B      | 35    | 19      | 8       | 7       | 4       | 20      | 13      | 19           | 1            | 10           | 8            | 5            | 20           | 38     | 9      | 17     | 12     | 25     | 33     | -8 |
| Coppa Italia |       | 1       | 0       | 0       | 1       | 0       | 1       | -            | -            | -            | -            | -            | -            | 1      | 0      | 0      | 1      | 0      | 1      | -1 |
| Totale       |       | 20      | 8       | 7       | 5       | 20      | 14      | 19           | 1            | 10           | 8            | 5            | 20           | 39     | 9      | 17     | 13     | 25     | 34     | -9 |

### Statistiche dei giocatori[4]
| Giocatore         | Serie B  | Serie B | Coppa Italia | Coppa Italia | Totale   | Totale |
| Giocatore         | Presenze | Reti    | Presenze     | Reti         | Presenze | Reti   |
| ----------------- | -------- | ------- | ------------ | ------------ | -------- | ------ |
| A. Anceschi       | 1        | 0       | -            | -            | 1        | 0      |
| U. Angeli         | -        | -       | 1            | 0            | 1        | 0      |
| I. Cocconi        | 3        | 0       | -            | -            | 3        | 0      |
| C. Corradi        | 7        | 1       | 1            | 0            | 8        | 1      |
| G. Fontana        | 2        | 0       | -            | -            | 2        | 0      |
| G. Meregalli      | 36       | 6       | 1            | 0            | 37       | 6      |
| M. Moriggi        | 35       | 3       | 1            | 0            | 36       | 3      |
| O. Neri           | 37       | 0       | 1            | 0            | 38       | 0      |
| A. Panara         | 31       | 1       | 1            | 0            | 32       | 1      |
| E. Polli          | 36       | 0       | -            | -            | 36       | 0      |
| M. Pozzi          | 1        | 0       | 1            | 0            | 2        | 0      |
| A. Recchia        | 35       | -31     | 1            | -1           | 36       | -32    |
| V. Remondini      | 2        | 0       | -            | -            | 2        | 0      |
| A. Ruggeri        | 18       | 2       | 1            | 0            | 19       | 2      |
| P. Sentimenti (V) | 29       | 0       | 1            | 0            | 30       | 0      |
| A. Silvagna       | 23       | 0       | 1            | 0            | 24       | 0      |
| S. Smersy         | 15       | 4       | -            | -            | 15       | 4      |
| A. Spanio         | 34       | 2       | -            | -            | 34       | 2      |
| A. Stefanelli     | 9        | 0       | -            | -            | 9        | 0      |
| A. Tomassoni      | 33       | 2       | 1            | 0            | 34       | 2      |
| G. Uccelli        | 3        | -2      | -            | -            | 3        | -2     |
| F. Vicino         | 28       | 4       | -            | -            | 28       | 4      |